# Іван Симеон Слуцький
Іван Симеон Олелькович-Слуцький[джерело?] (бл. 1559 — 9 березня 1592) — удільний князь слуцький (1578—1592).
Другий син князя Юрія Олельковича та його дружини Катажини — доньки львівського каштеляна графа Станіслава Тенчинського.
Юрій разом із братами Олександром та Юрієм навчався у західноєвропейських університетах. Навчався в Болоньї, Римі, де навернувся до католицтва. 
У 1582 році при розділі з двома братами батьківського князівства Іван Симеон Олелькович отримав третину Слуцького князівства.
Після повернення став надавати кошти єзуїтам. Дружина — Зофія Мелецька (пом. 1619), донька Великого гетьмана коронного Миколая Мелецького і княжни Ельжбети Радзивілл. За Каспером Несецьким, був похований у костелі єзуїтів у Любліні.